# Гофман, Генрих (психиатр)
Ге́нрих Го́фман (нем. Heinrich Hoffmann; 13 июня 1809[…], Франкфурт-на-Майне — 20 сентября 1894[…], Франкфурт-на-Майне, Пруссия) — германский врач, психиатр и писатель
, более всего известный как автор сборника десяти детских назидательных «страшных» стихотворений о плохо себя ведущих детях под названием «Штрувельпетер».

## Биография
Родился в семье архитектора, рано потерял мать и был воспитан отцом и мачехой, которая хорошо к нему относилась. В школе учился первоначально плохо, но затем, под воздействием влияния отца, заинтересовался науками. После завершения получения среднего образования в 1828 году поступил изучать медицину в Гейдельбергский университет, позже перешёл в Галле, где, в частности, учился у Питера Крукенберга и как врач-практикант участвовал в ликвидации вспышки холеры. После завершения обучения в университете и получения в 1833 году учёной степени уехал в Париж, где планировал дополнительно стажироваться в течение года, но из-за ухудшения здоровья отца был вынужден вернуться назад раньше.
В августе 1834 года вернулся во Франкфурт, где был назначен врачом в морге кладбища Заксенхаузена и там же некоторое время работал врачом общей практики и акушером и с 1835 по 1846 год был врачом для бедных в одной из клиник на окраине города; с 1844 по 1851 год преподавал анатомию в Сенкенбергском училище, не получая за всё это большого количества денег. Во время восстания 1848 года входил в состав франкфуртского предпарламента. Когда главный врач франкфуртской психиатрической больницы, бывший его другом, вышел в отставку в 1851 году, Гофман сумел выхлопотать для себя его место, хотя на тот момент не имел опыта в психиатрии. Вскоре, однако, благодаря самообразованию он опубликовал по ней несколько работ и получил известность как талантливый и заботливый психиатр, выступавший за улучшение условий жизни больных и лечение большинства из них без специальной терапии; есть информация, что ему удавалось вылечивать от шизофрении более 40 % больных в сроки, не превышающие несколько недель. На этой должности он работал до своей отставки 1 июля 1888 года и, в частности, сумел добиться строительства в 1859—1864 годах нового больничного здания. После выхода на пенсию занимался написанием мемуаров. Умер от инсульта.

## Литературное творчество
Своё главное произведение, сборник «Стёпка-растрёпка», он опубликовал ещё в 1845 году, по совету своего друга-издателя, первоначально написав эти стихи для своего сына; сборник считается первым в истории произведением в жанре «вредных советов» или «детских ужасов»: герои стихотворений — дети, которые плохо себя ведут, несмотря на увещевания взрослых, и в итоге либо попадают в неприятные ситуации, либо остаются калеками или даже умирают мучительной смертью. К числу других его произведений относятся сатирические комедии, детские рождественские истории и несколько фельетонов для взрослых. По политическим взглядам Гофман выступал за конституционную монархию и аннексию Франкфурта Пруссией и написал несколько политических памфлетов против республиканцев.
Основные произведения: «Gedichte» (1842); «Die Mondzügler. Eine Komödie der Gegenwart» (Франкфурт, 1843), «Lustige Geschichten und drollige Bilder für Kinder von 3-6 Jahren» (1845, 4-е издание в 1847 году под заглавием «Struwwelpeter»); «Humoristische Studien» (Франкфурт, 1847); «Handbüchlein für Wühler oder kurzgefasste Anleitung in wenigen Tagen ein Volksmann zu werden» (Лейпциг, 1848); «Heulerspiegel. Mitteilungen aus dem Tagebuch des Herrn Heulalius von Heulenburg» (1849); «Der wahre und ächte Hinkende Bote» (2 тома, 1850—1851); «König Nußknacker und der arme Reinhold» (1851); «Die Physiologie der Sinnes-Hallucinationen» (Франкфурт, 1851); «Das Breviarium der Ehe» (1853); «Bastian der Faulpelz» (1854); «Im Himmel und auf der Erde. Herzliches und Scherzliches aus der Kinderwelt» (Франкфурт, 1857); «Allerseelen-Büchlein. Eine humoristische Friedhofs-Anthologie» (Франкфурт, 1858); «Beobachtungen und Erfahrungen über Seelenstörungen und Epilepsie in der Irrenanstalt zu Frankfurt, 1851—1858» (1859); «Der Badeort Salzloch, seine Jod- Brom-, Eisen und salzhaltigen Schwefelquellen und die tanninsauren animalischen Luftbäder, nebst einer Apologie des Hasardspiels» (Франкфурт, 1860); «Ein Liederbuch für Naturforscher und Ärzte» (1867); «Prinz Grünewald und Perlenfein mit ihrem lieben Eselein» (1871); «Auf heiteren Pfaden. Gesammelte Gedichte» (Франкфурт, 1873).